# Сарапас, Леопольд Феликсович
Леопо́льд Фе́ликсович Сарапа́с (28 июля 1927 — 27 октября 2014, Благовещенск) — советский и российский журналист, главный редактор газеты «Амурская правда» (1971—1990), заслуженный работник культуры РСФСР.

## Биография
Родился на Кубани в литовской семье. Родители были репрессированы и высланы на Дальний Восток. После их развода жил с матерью в Сковородине. Окончив школу, поступил в Ленинградский кораблестроительный институт, но по семейным обстоятельствам учёбу не закончил. Вернулся в Сковородино, работал в райкоме комсомола, затем инструктором обкома комсомола. Печатал заметки в районной газете «Амурская звезда» (Сковородино), с 1949 г. — в газете «Амурская правда» (Благовещенск). В 1949 г. вступил в ВКП(б).
С ноября 1951 г. — литературный сотрудник, затем заведующий сельскохозяйственным отделом «Амурской правды». В 1955—1959 гг. учился на факультете журналистики Хабаровской высшей партийной школы, затем заведовал отделом партийной жизни газеты «Амурская правда», с 1962 г. — заместитель редактора газеты.
В 1968—1971 гг. — собственный корреспондент газеты «Сельская жизнь» по югу Дальнего Востока (Приамурье, Хабаровский и Приморские края). В 1971—1990 гг. — главный редактор «Амурской правды». За этот период добился обеспечения всех сотрудников редакции квартирами, строительства издательского комплекса «Приамурье» (на отчисления от подписных средств на «Амурскую правду»). Многие из сотрудников возглавили другие СМИ, двое — Альберт Кривченко и Леонид Коротков — стали губернаторами Амурской области. Возглавлял Амурскую организацию Союза журналистов СССР. Во второй половине 1980-х был также внештатным собственным корреспондентом газеты «Правда» по Амурской области.
С 1990 года работал заведующим собкоровской сетью «Амурской правды», под псевдонимом Я. Ехида вёл в газете страницу сатиры и юмора. Вышел на пенсию в 2004 году.

### Семья
Жена — Ирина Георгиевна;
- дочь Татьяна
- сын Виктор — педагог, учёный, амурский журналист.

## Награды и признание
- орден «Знак Почёта»
- семь медалей, в том числе за участие в строительстве БАМа и за освоение целинных и залежных земель
- Заслуженный работник культуры РСФСР
- Почётная грамота Президиума Верховного Совета РСФСР[3]
- Почетная грамота правительства Амурской области (2007)[3]
- Ценный подарок (часы) от губернатора Амурской области (2007)[3]
- памятная медаль ЦК КПРФ «100 лет со дня рождения М. А. Шолохова» (2007)[3].